# Orde van de Kroon van Roemenië
De Orde van de Kroon van Roemenië ("Ordinul Corona României") werd op 14 maart 1881 door Koning Carol I van Roemenië gesticht. Deze ridderorde kende de gebruikelijke vijf graden van een moderne orde van verdienste.
In 1881 werd in de wet vastgelegd dat de orde 100 leden zou kennen. 25 Grootkruisen, 80 Grootofficieren, 150 Commandeurs, 300 Officieren en een onbeperkt aantal Ridders. Deze aantallen waren iets ruimer dan de quota voor de rangen van de Orde van de Ster van Roemenië. Men moest, bijzondere verdiensten en oorlogsverwondingen daargelaten, Ridder zijn alvorens men bevorderd kon worden tot een van de hogere graden. Net als bij het Franse Legioen van Eer, dat de francofiele Roemenen tot voorbeeld zal hebben gediend, moest men een vastgelegde periode een bepaalde rang in deze orde hebben bezeten. Na 3 jaar werd de Ridder een Officier, na 2 jaar en aanhoudende verdienste op een belangrijke post een Commandeur, na wederom 5 jaar kon hij een Grootofficier worden. Voor vreemdelingen, oorlogsverdienste en bijzondere verdienste golden deze termijnen niet

## De graden
De orde kende van 1864 tot 1948 de gebruikelijke vijf graden van een moderne ridderorde.
- Grootkruis, "Mare Cruce"

Het ordeteken werd aan een grootlint over de rechterschouder gedragen. Op de borst droeg men een ster.
- Grootofficier, "Mare Ofițer"

Het ordeteken werd aan een lint om de hals gedragen. Op de borst droeg men een iets kleinere ster.
- Commandeur, "Comandor"

Het ordeteken werd aan een lint om de hals gedragen.
- Officier, "Ofițer"

Het ordeteken werd aan een lint waarop een rozet was bevestigd op de linkerborst gedragen.
- Ridder, "Cavaler"

Het zilveren ordeteken werd aan een lint op de linkerborst gedragen.

## De versierselen
Het ordeteken, een kruis van Malta zonder verhoging, van de vijf hoogste graden is uitgevoerd in verguld zilver, dat van de ridder is uitgevoerd in zilver.
De sterren van grootkruisen en grootofficieren verschillen niet alleen in grootte. De grootkruisen dragen op hun ster een opgelegd ordekruis zonder kroon en de grootofficieren dragen een ster met een medaillon waarin de kroon is afgebeeld. De kroon is op alle versierselen van zilver maar opvallend genoeg is de Roemeense kroon van staal geweest. Men sprak dan ook van de "stalen kroon".
In de periode tot 9 mei 1932 werd een gouden initiaal "C" voor Carol in de armen van het kruis geplaatst. In 1932 werd dat een kroon. De gouden beugelkroon in het rode medaillon werd vervangen door een initiaal "C". De kroon uit het medaillon keerde als een verhoging boven het kruis in het versiersel terug.
Op de ring staat het motto "PRIN NOI INSINE" dat "Door onszelf" of "op eigen kracht" betekent en de stichtingsdatum van orde en koninkrijk,"14. MARTIE 1881" . Op de keerzijde staan drie data; 1866, 1877 en 1881. zij verwijzen naar het plesbiciet, de onafhankelijkheidsverklaring en de proclamatie van Koning Carol I.

## Dameskruisen
In 1939 werden dameskruisen, "Mare cruce pentru Doamne", deze waren kleiner en de linten waren minder breed, ingesteld. De twee hoogste graden waren gereserveerd voor prinsessen uit regerende huizen.

Dergelijke kruisen en smalle linten waren beter met een avondtoilet te combineren dan de, op de borst van een dame, wat lomp lijkende, grote sterren en linten. Een kleine ster of keten wordt ook wel een versiersel "in de prinsengrootte" (Uit het Duits "In der Prinzengröße") genoemd.

## Het lint
Het lint was in de eerste jaren blauw met twee zilverwitte strepen en na 1932 blauw met een brede zilverwitte middenstreep.

## De dragers
In de 19e en vroege 20e eeuw werden orden zeer op prijs gesteld. Met name in Duitsland en op de Balkan werden veel onderscheidingen verleend. Onder de Nederlandse dragers waren de filantroop Hendrik Pieter Nicolaas Muller en de kunsthistoricus Louis Grondijs.
De in 1948 verbannen koning van Roemenië, Michaël I noemt zich ook in 2008 nog Grootmeester van de Orde van de Kroon van Roemenië. De Orde is daarmee een Huisorde van het voormalige regerende Roemeens Koninklijk Huis. 

## Insignia

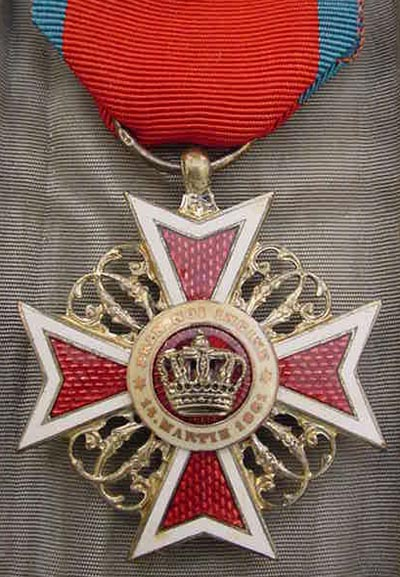
Een kruis van voor 1932. Er is nog geen verhoging.
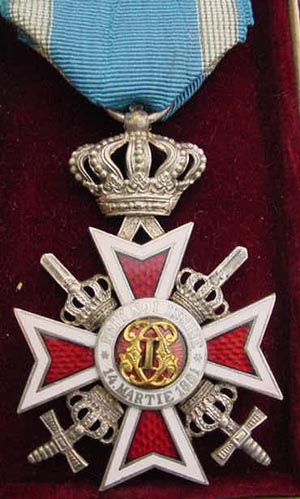
Een kruis "met de Zwaarden" van na 1932.De kroon uit het medaillon is boven het kruis beland.
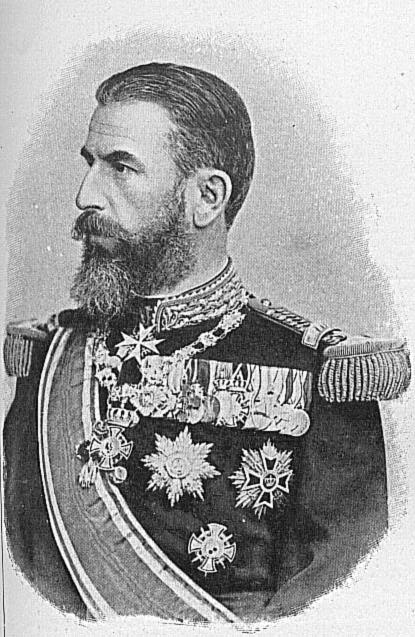
Koning Carol I met de ster van de orde.
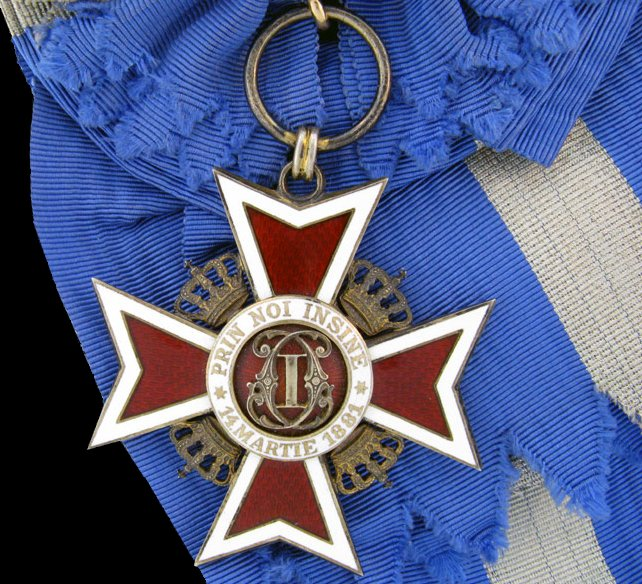
Grootkruis uit 1932
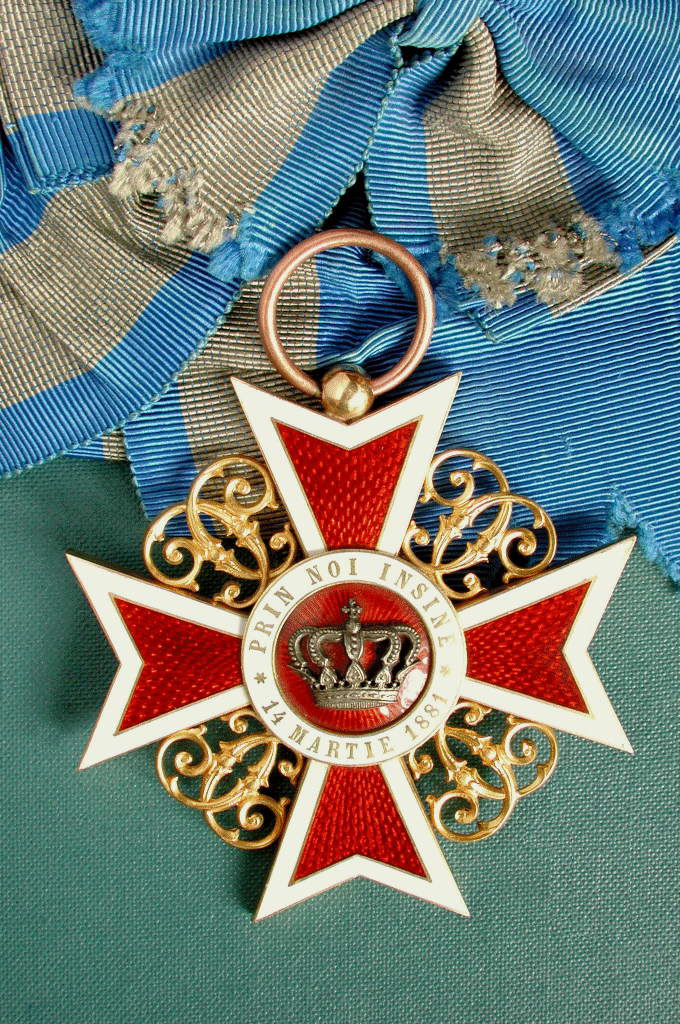
Grootkruis uit 1881
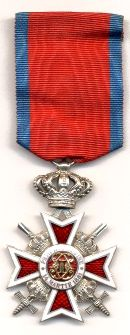
Ridderkruis met zwaarden uit de Tweede Wereldoorlog
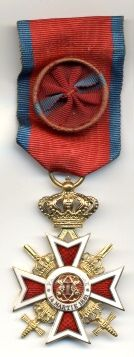
Officierskruis met zwaarden uit de Tweede Wereldoorlog

Orde van Michaël de Dappere ·
Orde van Carol I ·
Koninklijke Bene Merenti Orde ·
Orde van de Ster van Roemenië ·
Herinneringskruis voor Dames ·
Orde van het Kruis van Koningin Maria ·
Orde van Verdienste ·
Orde voor Trouwe Dienst ·
Orde van Verdienste voor de Landbouw ·
Orde van de Kroon van Roemenië ·
Orde van Ferdinand I ·
Orde voor Culturele Verdienste ·
Ereteken van de Roemeense Adelaar ·
Orde voor Dappere Vliegeniers ·
Orde van de Ster van de Volksrepubliek Roemenië ·
Held van de Socialistische Republiek Roemenië ·
Heldenmoeder van de Socialistische Republiek Roemenië ·
Held van de Socialistische Arbeid ·
Orde van de Overwinning van het Socialisme ·
Orde van Wetenschappelijke Verdienste ·
Orde van Medische Verdienste ·
Orde van Tudor Vladimirescu ·
Orde van de Ster van de Socialistische Republiek Roemenië ·
Orde van de Arbeid ·
Held van de Nieuwe Agrarische Revolutie

Zie ook: Ridderorden in Roemenië